# FC Steaua II București
El FCSB II es un club de fútbol rumano de la ciudad de Bucarest y es el equipo reserva del Fotbal Club FCSB. Fue fundado en 1982 y juega en la Liga II.

## Palmarés
Liga III:
- Campeones (1): 2008-09